# Квазулу-Натал
Квазу́лу-Ната́л (англ. KwaZulu-Natal, зулу IKwaZulu-Natali) — провинция ЮАР. Образована в 1994 году путём объединения провинции Натал (старое португальское название — «Рождественская») и бывшего бантустана Квазулу.
Административный центр — город Питермарицбург. Крупнейший город — Дурбан.

## География и климат
Площадь территории провинции составляет 94 361 км², что почти соответствует площади Португалии. Географически эту территорию можно разделить на три региона. Первый, прибрежная равнина, расширяется к северу. Центральные районы занимает холмистое плато, повышающееся к западу. Третий регион представлен двумя горными областями: Драконовыми горами (на западе) и горами Лебомбо (на севере). Высота Драконовых гор достигает 3000 м на границе с Лесото. Лебомбо, напротив, низкие древние горы, формирующие параллельные хребты к югу от Эсватини. Крупнейшая река провинции — Тугела, протекает с запада на восток в центральной части Квазулу-Наталя.
Климат региона довольно разнообразен, на побережье он субтропический и влажный. Так, в Дурбане среднегодовое количество осадков составляет 1009 мм; дневные максимумы достигают с января по март 28°С, минимумы 21°С; с июня по август максимумы достигают 23°С, а минимумы падают до 11°С. Во внутренних районах летние температуры сходные с температурами на побережье, тогда как зимы более холодные. Зимы в Драконовых горах холодные и снежные, вершины самых высоких пиков покрыты лёгким снежным покровом и летом. Северная часть побережья, Зулуленд, характеризуется более тёплым и влажным климатом, близким к тропическому.

## Население

Плотность населения:
<1 /км²
1–3 /км²
3–10 /км²
10–30 /км²
30–100 /км²
100–300 /км²
300–1000 /км²
1000–3000 /км²
>3000 /км²

Языки Квазулу-Наталя:
Африкаанс
Английский
Коса
Зулу
Сесото
Свази
Нет преобладающего языка

По данным на 2011 год население провинции составляет 10 267 300 человек. Этнический состав населения провинции: чёрные — 86,8 %; белые — 4,2 %; цветные — 1,4 %; лица индийского и другого азиатского происхождения — 7,4 %. Основные языки провинции: зулусский (77,8 %), английский (13,2 %).

## Административное деление
Провинция Квазулу-Натал делится на 1 городской округ и 10 районов:
- Городской округ Этеквини
- Район Амаджуба
- Район Зулуленд
- Район Умкханьякуде
- Район Утхунгулу
- Район Умзиньятхи
- Район Утхукела
- Район Умгунгундлову
- Район Илембе
- Район Угу
- Район Сисонке

## Экономика
Город Дурбан — быстрорастущий городской район и крупный порт, хорошо связан железными дорогами с другими районами страны. Промышленность Дурбана и его окрестностей включает переработку сахарного тростника, производство одежды и текстиля, химическую, нефтеперерабатывающую и целлюлозно-бумажную промышленность, производство каучука, сборку автомобилей, пищевую промышленность. Имеется также завод по производству алюминия. Крупным индустриальным центром является также город Ньюкасл на севере провинции. Здесь расположены Mittal Steel South Africa, предприятия по производству синтетической резины, хрома, химических веществ, развита текстильная промышленность.